# Speocera asymmetrica
Speocera asymmetrica is een spinnensoort uit de familie Ochyroceratidae. De soort komt voor in China.